# Матюшенко, Николай Алексеевич
Николай Алексеевич Матюшенко (род. 4 января 1966) — советский украинский легкоатлет, специалист по бегу на средние дистанции, стипльчезу и кроссу. Выступал на всесоюзном уровне в 1982—1990 годах, обладатель бронзовой медали Игр доброй воли, двукратный чемпион Европы среди юниоров, чемпион Спартакиады народов СССР, многократный призёр первенств всесоюзного и республиканского значения, действующий рекордсмен СССР в беге на 2000 метров с препятствиями.

## Биография
Николай Матюшенко родился 4 января 1966 года. Занимался лёгкой атлетикой в Харькове и Киевской области, выступал за Украинскую ССР, Советскую Армию, добровольное спортивное общество «Трудовые резервы». Тренеры — H. Д. Малахов, С. А. Гармаш.
Впервые заявил о себе на всесоюзном уровне в сезоне 1982 года, когда в беге на 1500 метров выиграл соревнования в Харькове, установив при этом ныне действующий юношеский национальный рекорд — 3:47.90.
В 1983 году вошёл в состав советской сборной и выступил на чемпионате мира по кроссу в Гейтсхеде, где в гонке юниоров занял итоговое 21-е место. Позднее в беге на 2000 метров с препятствиями победил на всесоюзных соревнованиях в Ленинграде и на юниорском европейском первенстве в Швехате.
В 1984 году выиграл зимнее первенство в помещении в Ленинграде, показал 13-й результат в зачёте юниоров на кроссовом чемпионате мира в Нью-Йорке, был лучшим на международных стартах в Пловдиве и Дебрецене.
В 1985 году на юниорском европейском первенстве в Котбусе вновь завоевал золотую награду в беге на 2000 метров с препятствиями.
В 1986 году в стипльчезе превзошёл всех соперников на зимнем чемпионате СССР в Москве, с личным рекордом 8:25.73 выиграл бронзовую медаль на Играх доброй воли в Москве, победил на всесоюзных соревнованиях в Москве, принял участие в чемпионате Европы в Штутгарте, был лучшим на IX летней Спартакиаде народов СССР в Ташкенте.
В 1987 году в беге на 3000 метров взял бронзу на зимнем чемпионате СССР в Пензе, в стипльчезе получил серебро на международном турнире в Турине.
В 1988 году в беге на 3000 метров с препятствиями победил на соревнованиях в помещении в Киеве.
В 1989 году выиграл два старта в Донецке, в 2000-метровом стипльчезе одержал победу на международном турнире Golden Spike Ostrava в Чехословакии, показав при этом лучший результат за всю историю этих соревнований и установив рекорд СССР, который впоследствии так и не был никем превзойдён — 5:27.89. Кроме того, стал серебряным призёром на стартах в Берлине и Москве.
В 1990 году в стипльчезе завоевал золотую награду на зимнем чемпионате СССР в Челябинске, был вторым на соревнованиях в Сочи, занял седьмое место на Мемориале братьев Знаменских в Москве.
После распада Советского Союза Матюшенко больше не показывал сколько-нибудь значимых результатов в лёгкой атлетике.